# Аморози
Аморо̀зи (на италиански: Amorosi; на неаполитански: Ameros', Амърозъ) е малко градче и община в Южна Италия, провинция Беневенто, регион Кампания. Разположено е на 60 m надморска височина. Населението на общината е 2836 души (към 2010 г.).